# Parc de l'Harmonie
Le parc de l'Harmonie ou parc de la Société Royale d'Harmonie est un parc et un espace vert classés du centre de la ville de Verviers (Belgique). Il comprend deux bâtiments aussi classés (salle et kiosque).

## Situation
Le parc est situé entre trois rues du centre de Verviers : la rue Peltzer de Clermont le long du côté nord et de la partie basse (entrée principale), la rue de la Concorde longeant le côté ouest (entrée) et la rue Aux Laines contournant de plus loin les côtés est et sud mais sans accès. Le parc jouxte la plaine Peltzer et présente une déclivité similaire à la rue de la Concorde.

## Histoire
La Société royale d’Harmonie est une société initialement consacrée à la musique fondée le 6 janvier 1829 à l’initiative du musicien Léonard Lecloux, originaire de Herve. Elle acquiert le terrain en 1832. La salle de la Société de l'Harmonie est réalisée dès 1834 par l'architecte bruxellois Louis Spaak et est inaugurée le 4 octobre 1835 sous la présidence d'Édouard de Biolley par un concert de gala organisé avec le concours d'un jeune musicien verviétois qui allait devenir célèbre : Henri Vieuxtemps. Le kiosque est inauguré le 13 août 1854 d'après les plans de l'architecte verviétois Adolphe Thirion. Il est restauré en 1994. Les premières fêtes de Wallonie y sont organisées en 1913. La fontaine est inaugurée en septembre 2003.

## Description

### Parc
Ce parc d'une superficie approximative de 3 hectares est constitué de milieux ouverts arborés et de quelques bâtiments. Il est entouré de grillages le long des rues Peltzer de Clermont et de la Concorde. Ces grillages reposent sur des colonnes rondes en fer ou sur des colonnes carrées à refends en pierre calcaire. La partie basse et plus plate du parc se compose en partie d'un jardin à la française avec buis taillés autour du kiosque et devant la salle alors que la partie haute est davantage boisée.
Devant la salle, au centre de la fontaine circulaire, se dresse un aigle terrassant un serpent dont la gueule crache une gerbe d’eau symbolisant le bien (l’aigle) dominant le mal (le serpent).

### Salle de la Société Royale d'Harmonie
La salle occupe la partie basse du parc à proximité du carrefour des rues  Peltzer de Clermont et de la Concorde. Ce bâtiment de style néo-classique est réalisé en brique et pierre calcaire peintes. La façade possède neuf travées et deux niveaux marqués par des cordons moulurés. Les sept travées centrales du rez-de-chaussée sont construites en retrait du bâtiment et comprennent un portique de six colonnes doriques.

### Kiosque
Le kiosque présente une base octogonale en pierre calcaire. La partie haute, d'influence orientale, est constituée d'un garde-corps et de huit doubles colonnes en fonte peinte finement ouvragées sous une toiture surmontée d'un bulbe aplati. 

### Conciergerie
Au point le plus haut du parc, le long de la rue de la Concorde, se trouve la conciergerie du parc, une construction originale datant vraisemblablement du début du XXe siècle, bâtie en brique polychrome, panneaux à colombage, boiseries peintes, jouant avec les volumes et possédant de nombreuses ouvertures et des pans de toiture variés. Sur la façade, une plaque en pierre reprend l'inscription : STÉ D'HARMONIE.

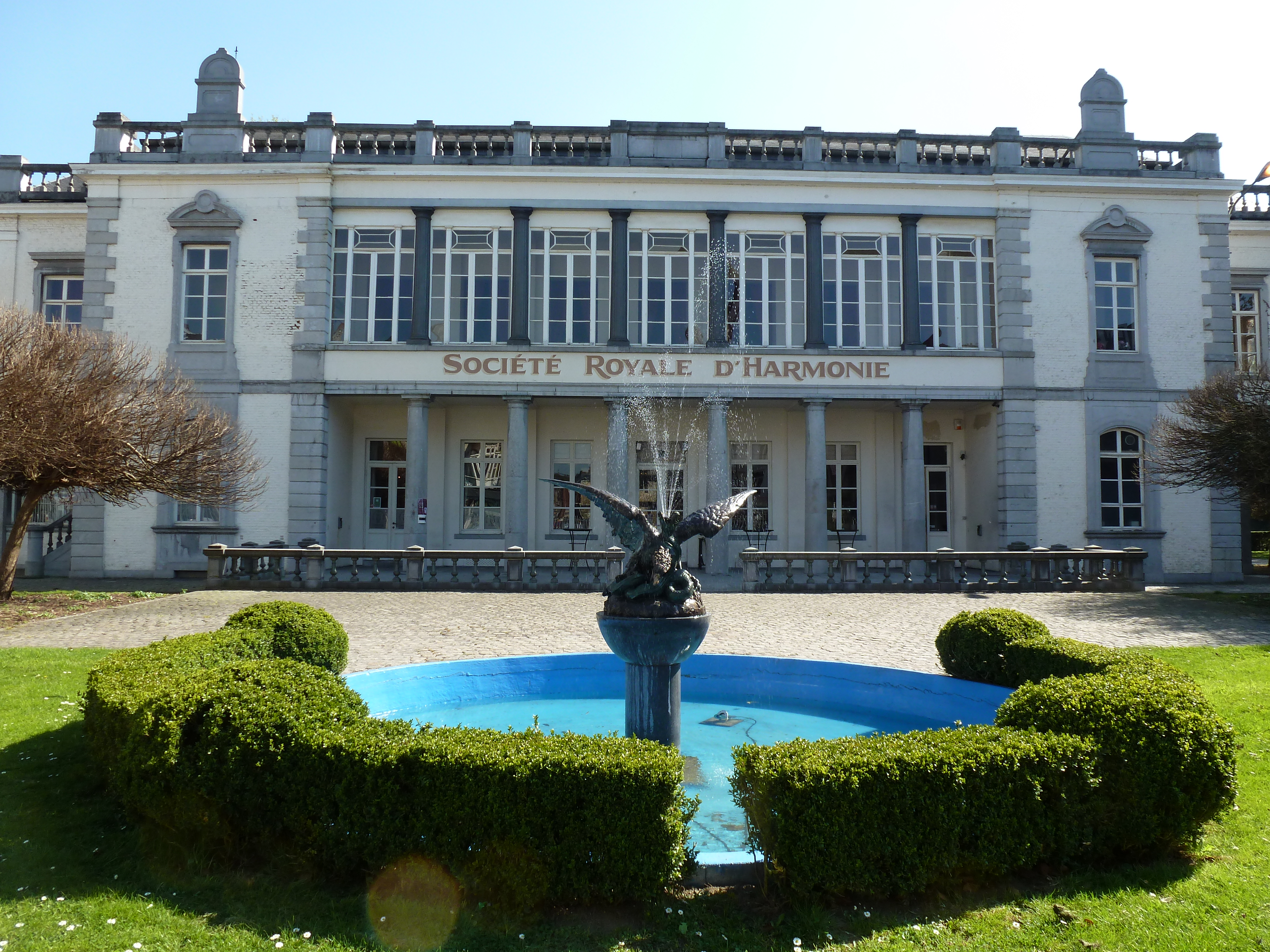
Salle de la Société Royale d'Harmonie et fontaine
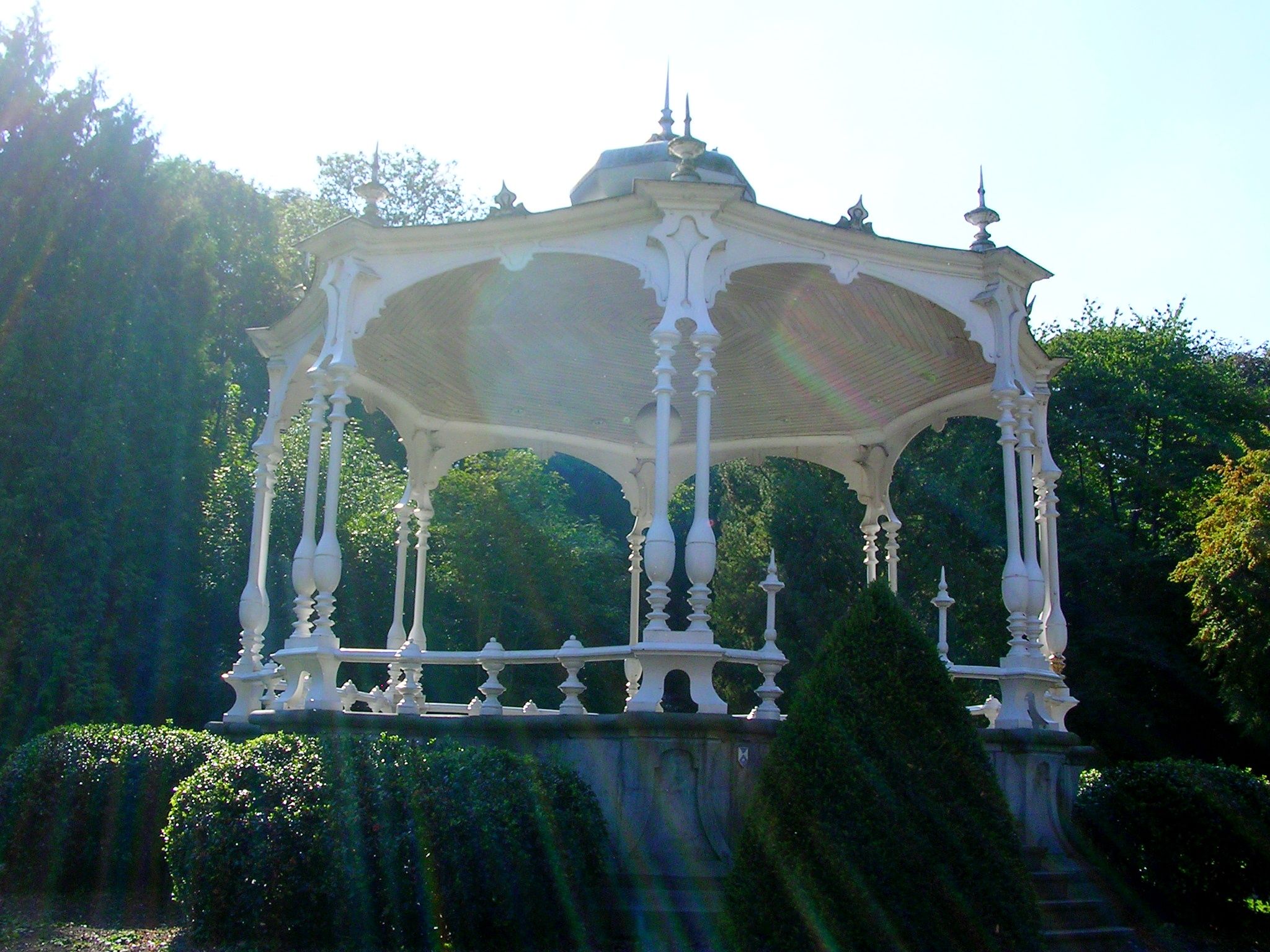
Kiosque
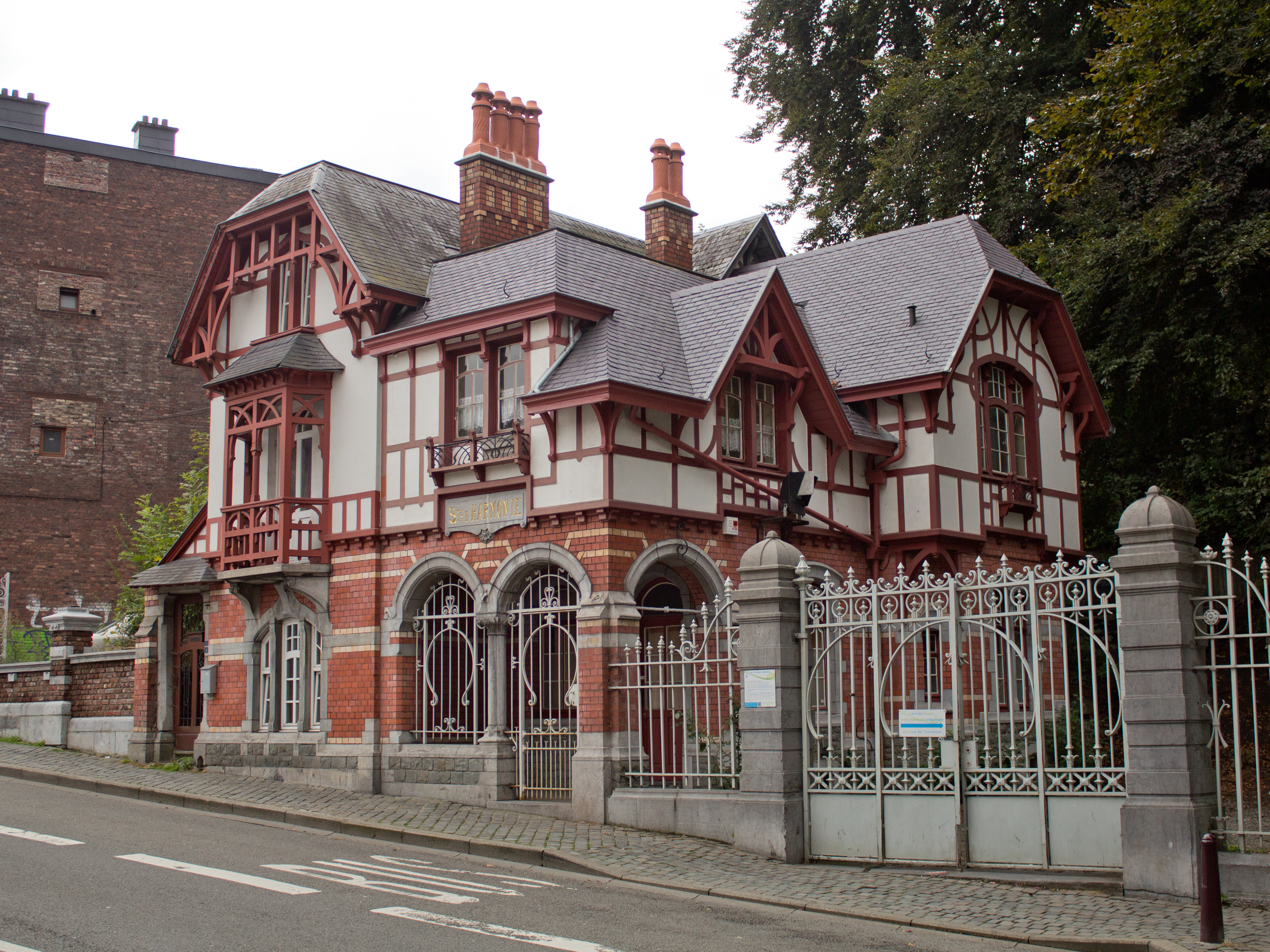
Conciergerie

### Article annexe
- Liste du patrimoine immobilier classé de Verviers